# Casulla

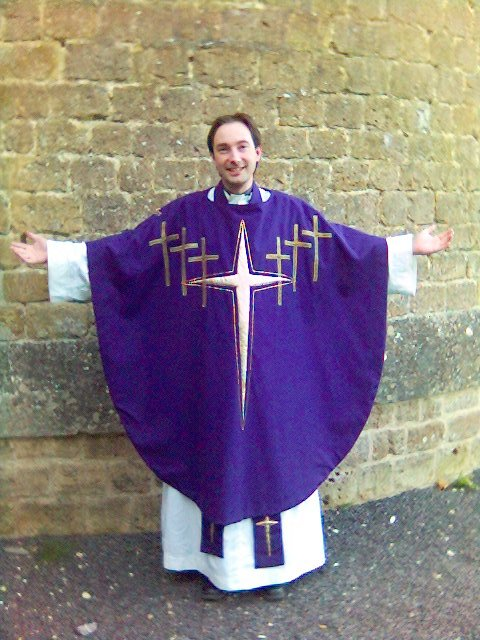
Una casulla actual.

La casulla és l'ornament litúrgic que porten els clergues per a la celebració de l'Eucaristia a les esglésies cristianes de tradició occidental que fan servir tots els vestiments, principalment l'Església Catòlica, l'anglicana i les luteranes, així com en algunes parts de l'Església Metodista Unida. A les Esglésies Orientals de ritu bizantí l'equivalent és el phelonion.
El vestiment apropiat pel prevere celebrant de la Missa i d'altres accions sagrades directament relacionades amb la Missa és, tret que s'indiqui el contrari, la casulla, que es porta sobre l'alba i l'estola. Igual que l'estola, és del color litúrgic prescrit per a la Missa que se celebra.

## Orígens

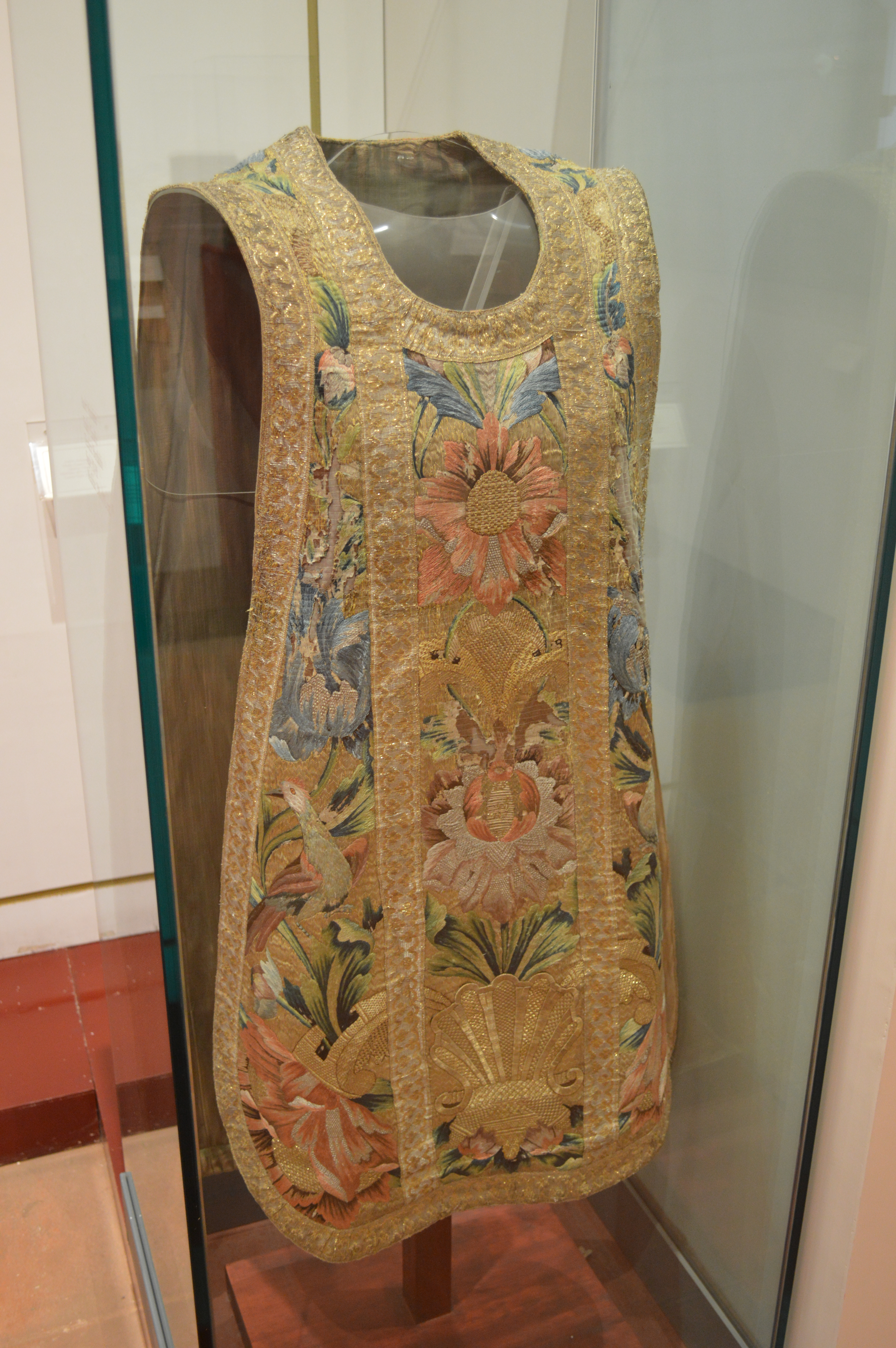
Casulla del actualment exposada al Museu de Belles Arts de Toluca, Mèxic

La casulla prové d'una mena de ponxo, en llatí casula o caseta, que era la vestimenta habitual per viatjar a les darreries de l'Imperi Romà d'Occident. Era simplement una peça oval de roba, amb un forat rodó al mig per passar-hi el cap, que queia fins als genolls per tots els costats. Es portava per damunt dels braços, per permetre que aquests es poguessin fer servir lliurement.
A mesura que la casulla esdevingué un ornament litúrgic, va plegar-se pels costats. A vegades s'empraven fils per ajudar en aquesta tasca, i el diaca podia ajudar el prevere a plegar-la. A inicis del segle xiii va haver la tendència de fer més curts els costats. Durant el segle xv i el XVI, la casulla va prendre la seva forma actual, en la que els costats arriben com a màxim fins al canell, fent els fils innecessaris.
A finals del segle xvi la casulla, encara molt ample i cobrint part dels braços, havia abandonat el seu tall tradicional per l'habitual del segle xix i inicis del 20, quan la casulla quedà reduïda a un escapulari ample, deixant els braços completament lliures, i acurtant-se tant al davant com al darrere. A més, perquè pel prevere fos més fàcil unir les mans quan portava una casulla rígida (folrada i molt brodada), la part davantera va tallar-se més encara, donant-li el tall distintiu sovint anomenat "de guitarra". Per aquestes casulles de forma escapular es feien servir complexos dissenys de decoració, especialment al darrere, incorporant la imatge de la Creu o d'un sant; i s'empraren materials com la seda, el fil d'or o els brocats, especialment en les casulles reservades per a les celebracions principals.

## Ús actual
Al segle xx hi hagué la tendència de tornar a la forma anterior de la casulla, més ample, a vegades anomenada "Gòtica", per distingir-la de la forma d'escapulari "Romana". Això va crear certa oposició de manera que la Sagrada Congregació pels Ritus publicà un decret el 9 de desembre de 1925 contra elles, sent explícitament revocat mitjançant la declaració del 20 d'agost de 1957 Circa dubium de forma paramentorum, deixant la qüestió al judici prudent dels Ordinaris locals.
Després del Concili Vaticà II la forma més àmplia de la casulla esdevingué la més habitual, i les directrius del Missal Romà sobre el tema indiquen que la seva bellesa ha de venir més del pany i la forma més que no pas de la seva decoració elaborada. Actualment, prevalen les casulles que cobreixen gairebé fins als turmells i els canells, i estan decorades amb símbols simples o bandes.
L'ús de les casulles d'escapulari "romanes" ha quedat associat amb els moviments tradicionalistes o fins i tot rebels a les reformes del Concili Vaticà II. Malgrat això, alguns preveres les prefereixen simplement per qüestions de gust i comoditat, mentre que alguns preveres tradicionalistes prefereixen les casulles gòtiques més amples o menys sumptuoses.
El Papa Benet XVI a vegades emprà casulles de l'estil de transició, habitual a finals del segle xvi.
A la tradició eslava, tot i que no a la grega, el felonion, la peça de roba del ritu bizantí que correspon a la casulla, es talla llarg del davant i no dels costats, fent que tingui una aparença com la de la capa pluvial occidental.

## Imatges

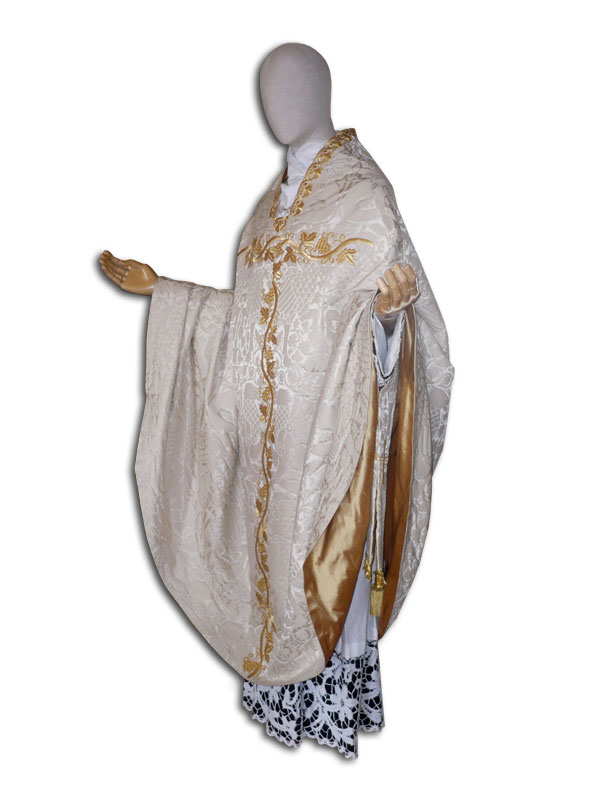
Casulla en forma de campana (moderna, inspirada en una del segle xii)
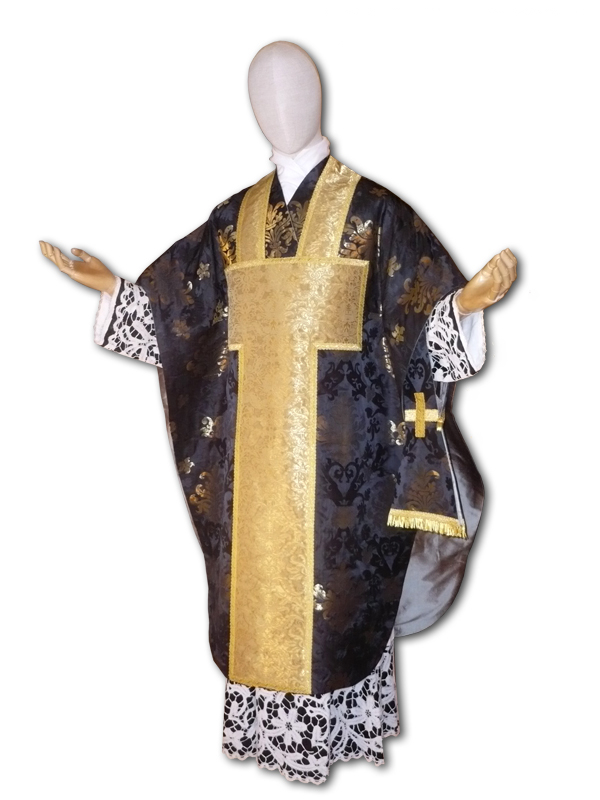
Casulla d'estil tradicional de la segona meitat del segle xvi
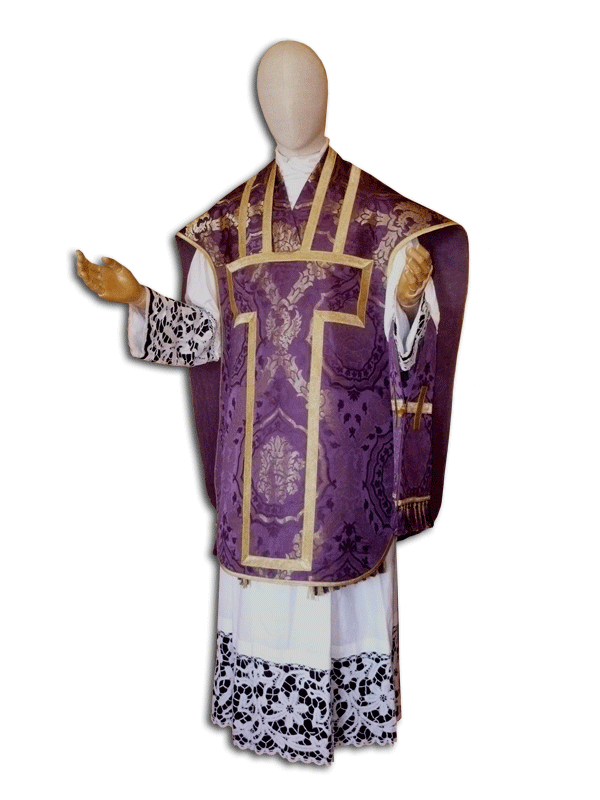
Casulla d'estil tradicional d'inicis del segle xvi
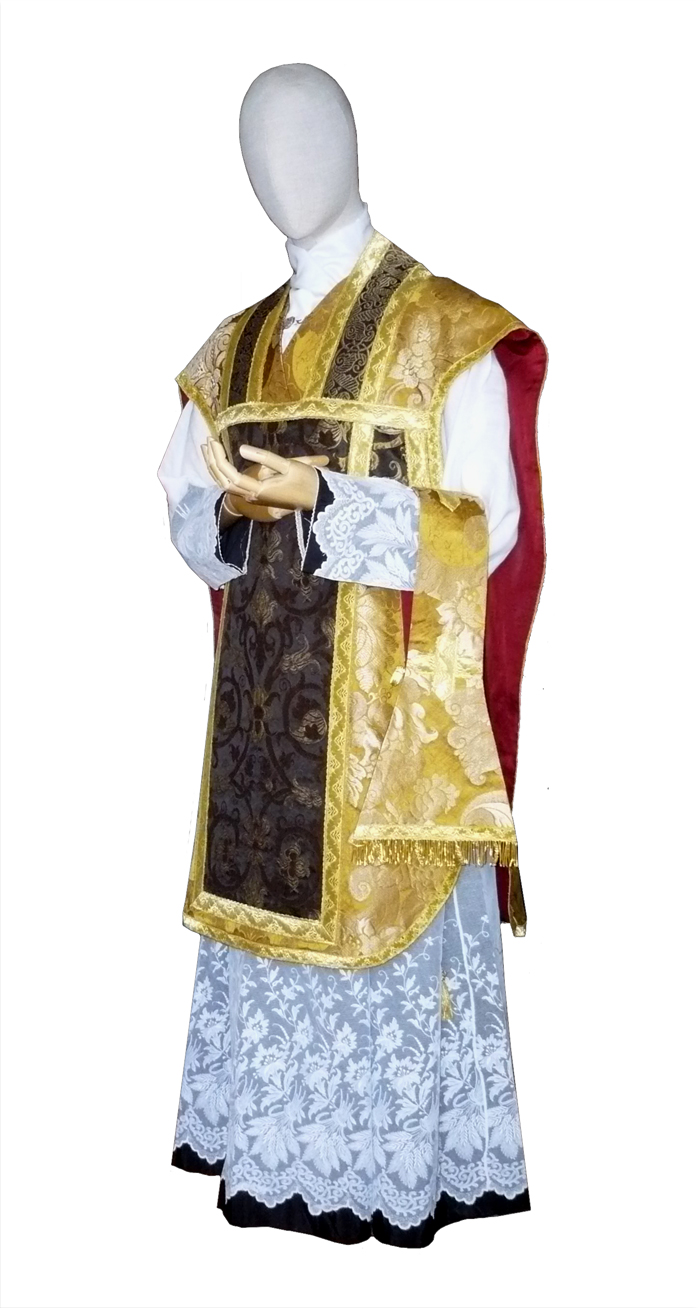
Casulla "Romana"
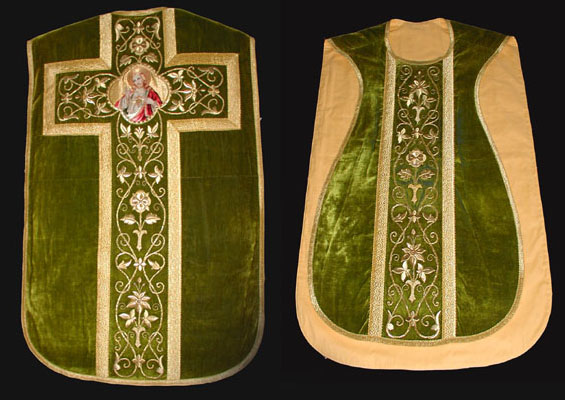
Casulla "de Guitarra"
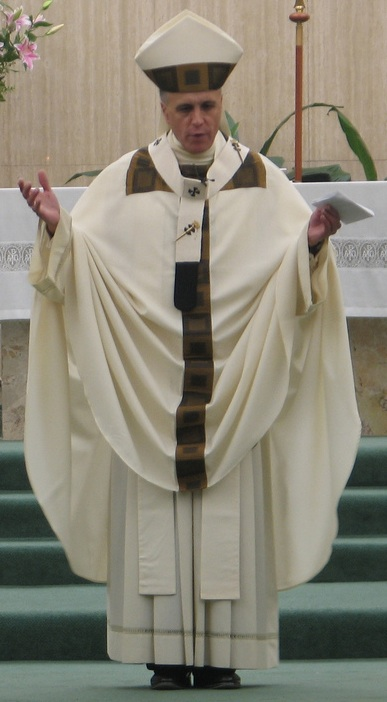
Casulla "Gòtica" moderna